# اچ‌دی ۲۹۵۸۷
اچ‌دی ۲۹۵۸۷ یک ستاره است که در صورت فلکی پرسئوس قرار دارد.